# Куценко, Дмитрий Михайлович
Дмитрий Михайлович Куценко (род. 1987, Новосибирск, РСФСР, СССР) — российский военнослужащий, подполковник, командир десантно-штурмового подразделения 810-й отдельной гвардейской бригады морской пехоты. Участник российского вторжения на Украину. Герой Российской Федерации (2024).

## Биография
Родился в 1987 году в Новосибирске, но в детстве вместе с родителями переехал в Якутию, где жил долгие годы. Сами родители родом оттуда. Учился в средней общеобразовательной школе № 2 в Олёкминске, которую окончил.
Участник вторжения России на Украину. Согласно утверждению губернатора Якутии Айсена Николаева, Куценко организовал успешную оборону одного из оккупированных Россией населённых пунктов Украины.

## Звания и награды
- Герой Российской Федерации (9 сентября 2024)[4][9][10][11].